# Calliergon cordifolium
Calliergon commun
Espèce
Calliergon cordifolium, le Calliergon commun, est une espèce de mousses de la famille des Calliergonaceae.

## Description
Calliergon cordifolium est une mousse de taille moyenne à grande avec des pousses vertes et érigées. Les pousses peuvent atteindre jusqu'à 15 cm, avec des feuilles ovoïdes de 2 à 2,5 mm de large. Les feuilles s'étendent vers l'extérieur, loin de la tige. Vers la base, les feuilles prennent une forme de cœur, tandis qu'à l'extrémité, elles sont arrondies. Les capsules porteuses de spores sont rarement observées et ne se rencontrent qu'au printemps ou en été. Les spores mesurent entre 10 à 16 µm de diamètre. L'espèce Calliergon cordifolium peut être confondue avec des espèces similaires, notamment Calliergon giganteum', Calliergonella cuspidata, Straminergon stramineum et Pseudocalliergon trifarium.

## Habitat et répartition
Calliergon cordifolium est abondante dans l'environnement qui lui convient et pousse dans les marais et les forêts humides surtout les forêts d'aulnes (Alnus) ou de saules (Salix) ainsi qu'autour des cours d'eau, des fossés et des mares. L'espèce pousse en touffes parmi d'autres espèces de mousses. Elle a besoin d'un environnement humide pour se développer, et pousse souvent complètement immergée dans l'eau. Elle préfère généralement les plaines, mais a été observée jusqu'à 910 m au-dessus du niveau de la mer à Inverness, en Écosse.
L'espèce a une répartition circumpolaire boréo-tempérée. Elle est présente dans toute l'Europe (y compris au nord, dans le cercle arctique - Svalbard, les Îles Féroé, l'Islande et le Groenland - et à l'est dans le Caucase). Elle a été observée en Asie du Nord et centrale, ainsi qu'en Turquie et au Japon, dans toute l'Amérique du Nord et en Nouvelle-Zélande.

## Statut de protection
L'espèce figure sur la liste rouge des bryophytes du Nord-Pas-de-Calais.
Elle figure aussi sur la liste rouge des plantes de Suisse.

## Systématique
Le nom correct complet (avec auteur) de ce taxon est Calliergon cordifolium (Hedw.) Kindb. (d).
L'espèce a été initialement classée dans le genre Hypnum sous le basionyme Hypnum cordifolium Hedw..
Ce taxon porte en français les noms vernaculaires ou normalisés suivants : 
- Calliergon commun ;
- Hypne à feuilles cordées ;
- Hypne à feuilles en cœur ;
- Hypne en cœur ;
- Hypne feuilles en cœur ;
- Stéréode à feuilles en forme de cœur[4].

En anglais, cette mousse est connue sous le nom de Calliergon moss ou Heart-leaved spearmoss

Calliergon cordifolium a pour synonymes :
- Acrocladium cordifolium (Hedw.) P.W.Richards & E.C.Wallace
- Amblystegium cordifolium var. lanatocaule (Bryhn) H.A.Möller
- Amblystegium cordifolium (Hedw.) De Not.
- Calliergon cordifolium f. angustifolium (G.Roth) Mönk.
- Calliergon cordifolium f. fontinaloides (Lange) Mönk.
- Calliergon cordifolium f. intermedium Grout
- Calliergon cordifolium f. lanatocaule (Bryhn) Mönk.
- Calliergon cordifolium f. phyllorhizans Latzel
- Calliergon cordifolium var. angustifolium (Piré & Cardot) Demaret
- Calliergon cordifolium var. angustifolium G.Roth
- Calliergon cordifolium var. fontinaloides (Lange) G.Roth
- Calliergon cordifolium var. intermedium Mönk.
- Calliergon cordifolium var. japonicum Cardot
- Calliergon cordifolium var. lanatocaule (Bryhn) Broth.
- Calliergon cordifolium var. lanutocaule (Bryhn) Broth.
- Calliergon cordifolium var. latifolium Karczm.
- Calliergon cordifolium var. natans (E.Bauer) Karczm.
- Calliergon cordifolium var. rivularioides (T.Jensen) C.E.O.Jensen
- Calliergonella cordifolium
- Hypnum cordifolium f. heteropterum (Hartm.) T.Jensen
- Hypnum cordifolium var. angustifolium Piré & Cardot
- Hypnum cordifolium var. angustifolium Roum.
- Hypnum cordifolium var. angustifolium Schimp.
- Hypnum cordifolium var. angustifolium Schimp. ex H.Klinggr.
- Hypnum cordifolium var. compactum Müll.Hal.
- Hypnum cordifolium var. fontinaloides Lange
- Hypnum cordifolium var. heteropterum Hartm.
- Hypnum cordifolium var. lanatocaule Bryhn
- Hypnum cordifolium var. rivularioides T.Jensen
- Hypnum cordifolium Hedw.
- Hypnum cuspidatum var. bicolor Turner
- Hypnum phyllorhizans P.Beauv.
- Stereodon cordifolius (Hedw.) Brid.